# Josef Vojtěch z Desfours
Josef Vojtěch, hrabě z Desfours, nebo též Josef Vojtěch Des Fours (německy Joseph Adalbert von Desfours, 25. dubna 1734 Praha – 5. června 1791 tamtéž) byl císařsko-královský armádní kapitán a v letech 1786–1791 majitel Náchodského panství ve východních Čechách.

## Život

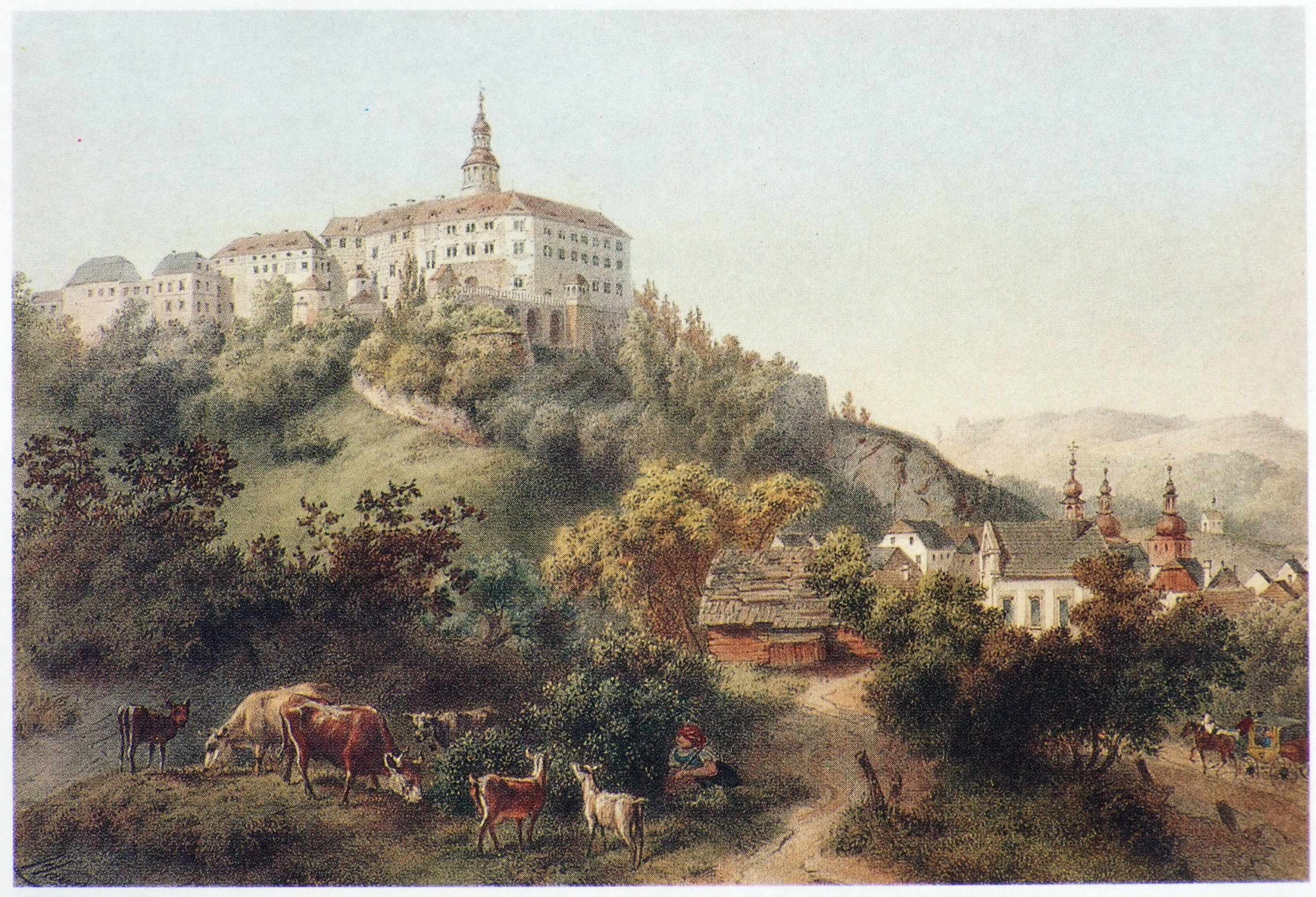
Náchod, zámek nad městem

Josef Vojtěch pocházel z českého šlechtického rodu Desfoursů s původem v Lotrinsku. Jeho rodiči byli hrabě Albrecht Maxmilián II. (1708–1748) a Ludmila Maxmiliana Piccolominiová d'Aragona (1703–1768), dcera vévody Lorenza Piccolominiho.
15. června 1766 se Josef Vojtěch oženil s hraběnkou Marií Annou Desfourovou du Mont et Athienville (1734–1803), manželství však zůstalo bezdětné.
Po smrti matky Ludmily v roce 1768 zdědil Josef Vojtěch panství Studnice v východních Čechách, ke kterému se přihlásila po smrti svého bratra Jana Václava Piccolominiho v roce 1742. Jednalo se o alod, který nebyl součástí rodinného fideikomisního Náchodského panství, proto bylo možné ho dědit zvlášť.
Smrtí vévody Josefa Parille Piccolominiho v roce 1783 vyhasla mužské linié rodová větev Piccolomini-Todeschini, načež Josef Vojtěch, vnuk vévody Lorenza Piccolominiho, uplatnil svůj nárok na rodový majetek v Náchodě. Toto dědcictví chtěl ovšem získat také Ettore Pignatelli Tagliavia d'Aragona Cortés (1742–1800), vévoda z Monteleone, který byl ženatý s Annou Marií, sestrou vévody Josefa Parille Piccolominiho. Proto došlo k několikaletému sporu, který skončil v roce 1786 rozhodnutím ve prospěch Josefa Vojtěcha. V době dědických sporů byl Náchod od 24. července 1783 spravován Janem Václavem Kratochvílem. Kraj ekonomicky strádal a byl zatížen velkými dluhy, které se za vlády Josefa Vojtěcha ještě zvýšily. Po jeho smrti v roce 1791 nebyl jeho příbuzný František Antonín z Desfours schopen dluhy splatit  a celý majetek tak musel být prodán v dražbě. Náchodský zámek a panství se tak 13. září 1792 dostaly do rukou kuronského vévody Petra Birona.